# (474055) 2016 HS1
(474055) 2016 HS1 es un asteroide perteneciente al cinturón de asteroides, descubierto el 19 de septiembre de 2006 por el equipo del Spacewatch desde el Observatorio Nacional de Kitt Peak, Arizona, Estados Unidos.

## Designación y nombre
Designado provisionalmente como 2016 HS1.

## Características orbitales
2016 HS1 está situado a una distancia media del Sol de 2,393 ua, pudiendo alejarse hasta 2,612 ua y acercarse hasta 2,174 ua. Su excentricidad es 0,091 y la inclinación orbital 5,482 grados. Emplea 1352 días en completar una órbita alrededor del Sol.

## Características físicas
La magnitud absoluta de 2016 HS1 es 17,608.